# Рамсей, Дональд Аллан
Дональд Аллан Рамсей (англ. Donald Allan Ramsay; 11 июля 1922 — 25 октября 2007) — британский учёный в сфере физико-химических наук, член Королевского общества с 1978 года.
Дональд Аллан Рамсей внес значительный вклад в изучение молекулярных спектров и молекулярных структур в течение своей шестидесятилетней работы в Сассекс-Драйвской лаборатории Национального научно-исследовательского совета (НИС) Канады. Он был первым в технике флеш-фотолиза, или кинетической спектроскопии, открывавшей новые перспективы в создании спектров нестабильных радикалов молекулы. Его работы над амино-радикалом, впервые проиллюстрировали эффект Ренне-Теллера в молекулярной спектроскопии. Он был одним из известнейших фигур в сфере молекулярной спектроскопии.

## Семья и образование
Дональд Рамсей родился 11 июля 1922 года в фамильном доме на 23 Бемиш Роад, Путни, Лондон, S.W.15. Его отец, Норман Рамсей, служил в Королевском военно-морском флоте на Королевском почтовом пароходе Аркадия, который был торпедирован в апреле 1917 года и впоследствии затонул рядом с Греческим островом Милос. К счастью, Норман сумел выжить.
Норман Рамсей был мастером по вывескам и гравюрам, продолжающий бизнес отца (Дэвида Алла Рамсея) «Знаки Рамсея». Эта работа была связана с сусальным золотом и золотой позолотой. За свою рабочую деятельность Норман Рамсей несколько раз выигрывал тендер по покрытию золотом флагштоков на Национальном памятнике неизвестным солдатам в Уайтхолле. Его наивысшим достижением была работа по обновлению позолоты на большом куполе и кресте на вершине собора святого Павла. Норман Рамсей также украшал мрамором внутренние стены Королевского Альберт Холла.
Когда Дональд был мальчиком, каждый год его мать отправляла его на шести недельный отдых в Англию. Норман Рамсей занимался греблей в Лондонском Гребном Клубе на Темзе, и это оказало большое влияние на молодого Дональда, который стал заниматься греблей в подростковом возрасте. 
В 1930 году семья переехала на 1 Чарвуд Роад, Путни. Там он учился в Хотам Роудской начальной школе для мальчиков до одиннадцати лет. Он выигрывал призы за знание Священного Писания, был бойскаутом и учился игре на фортепиано, поступив в Королевскую Музыкальную Академию. В 1933 году, по окончании Хотам Роудской начальной школы, он выиграл государственную стипендию, которая покрыла плату за обучение в Латимерской средней школе на Кинг Стрит в Хаммерсмите. В школе Дональд начал интересоваться химией, в особенности объемным анализом. Дональд также играл на фортепиано в небольшой музыкальной группе.
Когда началась Вторая мировая война, всю школу эвакуировали в Слау. Там ученикам Латимера выделили школьное здание с лабораториями и спортивным зданием. В 1940 году Дон сдал экзамены в Ориэл Колледж в Оксфорде и Колледж Святой Екатерины в Кембридже. В Оксфорде его посчитали слишком молодым, но он был награждён Стипендией Святой Екатерины на университетской олимпиаде. Поэтому Дональд отправился в Кембридж в октябре 1940 года.
Дональд также работал на BX Plastics, где его взяли на конвейер на добровольных началах из-за дефицита кадров. Он и его коллеги, также, дежурили по ночам для предотвращения возгораний, вызванных бомбежками при авианалетах. В июне 1944 семейный дом в Путни был сильно поврежден после бомбежки. Его мать и младший брат отделались незначительными травмами. Отец, который в то время находился в саду, оказался под завалами на заднем дворе, но выжил.
Дональд встретил Нэнси Брейшоу на балу в Кембридже в ноябре 1941 года и ухаживал за ней в течение пяти лет. Нэнси окончила Колледж Гомертон и вернулась домой в Йоркшир, где преподавала в начальной школе в течение четырех лет. Чтобы увидеть её, Дональд часто ездил на мотоцикле по дороге А1 из Кембриджа в Галифакс. Во время свиданий они объездили весь Йоркшир. Когда он делал ей предложение, он продал свой химический набор и потратил половину всех своих накоплений, чтобы купить кольцо с бриллиантом. Они поженились в Гритлендской церкви 8 июня 1946 года и провели свой медовый месяц в Озерном крае Борроудейла.
После защиты кандидатской диссертации, Рамсею был предложен большой выбор позиций в Австралии, США, Швеции, Бахрейне и Канаде. Он согласился отправиться в Канаду на три года. Это решение было сделано по совету Фреда Дейнтона, в то время руководившего Отделом химии Национального Исследовательского Совета Канады в Оттаве. Дональд и Нэнси отправились из Ливерпуля на первом послевоенном рейсе Императрицы Канады, переоборудованном из военного судна обратно в пассажирский лайнер.

## Научные достижения

### Докторантура в Кембридже
Карьера Дональда Рамсея в качестве молекулярного спектроскописта началась в конце последнего года обучения, когда Г.Б.Б.М. (позже Сер Гордон) Сазерленд (ЧКО 1949) пригласил его принять участие в решении военных задач методами инфракрасной спектроскопии. В предыдущем году его группа успешно использовала эту технику для анализа углеводородов в авиационном топливе. Когда война подошла к концу, Дональд подал документы на соискание ученой степени в Кембридже, под руководством Гордона Сазерледа. Некоторые из его военных работ были включены в диссертацию вместе со значительным академическим материалом, полученным позже. Используя инфракрасный спектрометр Хильгера, оснащенный призмой из каменной соли и термопаром Шварца, Дональд исследовал полимеры, такие как полистирол и ацетат целлюлозы. Затем он перешел к изучению спектров ряда пиранозных и фуранозных сахаров, затем к циклогексану  , 1:4-диоксану  и триоксану , с целью выявить частоты колебания колец этих циклических молекул. Его выводы по их симметрии и структуре легли в основу его кандидатской диссертации, которую он опубликовал и защитил в 1947 году.

### Национальный Научно-Исследовательский Совет Канады
Национальный Исследовательский Совет Канады (НИС) начал свою деятельность в 1916 году в качестве консультативного совета. Сначала он рос очень медленно, не имея собственных лабораторий до 1928 года. Но с началом Второй Мировой Войны НИС был сильно расширен, став крупным научным ресурсом для военного и промышленного развития Канады. Успехи НИС в военных исследованиях привлекли поддержку научно-исследовательской деятельности в мирное время.
По прибытии в Оттаву, Рамсей получил гранд Королевского Общества на исследования в группе доктора Р.Нормана Джонса. В этот период (1947-49), большой частью их научных интересов было изучение стероидов, в которых  интересовали корреляции между частотой колебания обнаруженной группы карбонила и её положением в структуре кетостероида. Дон, как его позже стали называть, внес свой вклад в эти исследования, изучая новые методы для точного измерения интенсивности полос в инфракрасных спектрах поглощения. Впоследствии, его статья, основанная на работе по интенсивностям и формам инфракрасных полос поглощения веществ в жидкой фазе, стала очень популярной.
Прибытие в 1948 году Герхарда Герцберга (ЧКО 1951) из Йеркской Обсерватории Чикагского Университета для создания лаборатории спектроскопии стало переломным событием в НИС. Ему дали полную свободу в исследовании и существенные.  Почти сразу же Герцберг был назначен руководителем Физического Отдела. Как отметил Борис П. Стойчев (ЧКО 1975) (Стойчев 2002, 2003) и Нэд Стейси (президент ЧКО с 1952 по 1962), управление Герцберга в сфере физике и химии было разумным. Летом 1949 Рамсей, в качестве члена-учредителя НИС спектроскопии, вошел в группу ученых Герцберга вместе с тремя другими коллегами-основателями: Александром Е. Дугласом (ЧКО 1970), Хином Лью и (в 1951) Сесилом С. Костейном.

### Флеш-фотолиз
После присоединения к группе Герцберга, Дон стал заниматься электронной спектроскопией в видимой и уф областях. Ключевым событие в его карьере было появление флеш-фотолиза (более известного как кинетическая спектроскопия). Это техника, которую создал Джодж (позже Лорд) Портер (ЧКО 1960; ПКО 1985-90) в лаборатории Рональда В.Г.Норриса НИС в Кембридже (Норрис и Портер 1949; Портер 1950) состояла в облучении образца интенсивной вспышке света, которую получали путём разряда конденсаторов через массив ртутных люминесцентных ламп. Фотодиссоциация образца приводит к получению короткоживущих молекулярных фрагментов или «свободных радикалов». Их спектры могут быть записаны с помощью слабой континуумной вспышки, с выдержкой после фотолизной вспышки. Повторение этой процедуры с фиксированной задержкой постепенно создают спектр на фотопластинке. Эксперимент может выполняться с различным количеством задержек для определения зависимости спектра от времени жизни свободных радикалов.
Главная цель Герцберга состояла в том, чтобы определить спектр свободных радикалов метилена, самой легкой многоатомной органической молекулы. Предложенный метод должен был производить радикал с помощью фотолиза кетона или диазометана, а затем фотографировать его спектр лампой Лимана. Использование результатов более ранней работы на стробоскопе для высокой скорости фотографии (Мерфи и Эджертон, 1941), позволили Рамсею построить аппарат для флеш-фотолиза и начать получать спектры свободных радикалов с помощью 21-футового спектрографа Орла. Несмотря на то, что CH2 оставался неуловимым на данный момент, Рамсею удалось установить спектры SH и многоатомных свободных радикалов NH2 и HCO. В конце концов Герцберг обнаружил спектр CH2 (Герцберг и Смусмит 1959).
Первым триумфом Рамсея было наблюдение спектра радикала NH2 с помощью флеш-фотолиза в 1952 году. Эти так называемые альфа-полосы наблюдались ранее при прохождении электрических зарядов через аммиак, но какой молекуле эти полосы соответствуют, известно не было. Спектр поглощения, который почти всегда включал основное электронное состояние, позволяющее идентифицировать NH2, и (относительная) простота опыта обещала сделать анализ проще. Тем не менее, подробный анализ занял много лет, потому что это первый экспериментальный пример эффекта, предсказанный Эдвардом Теллером и разработанный его учеником Р. Реннером (Реннер 1934), в отношении электронных состояний выявлял количество энергии для линейных геометрий молекул, и отдельно для нелинейных. Более того, эффект Реннера, проявляющийся в NH2 не соответствовал рассматриваемому случаю в оригинальной работе Реннера. Интерпретация данного спектра стимулировала появление значительного количества теоретических работ во всем мире по этой теме. В конечном счете, работая с Куртом Дресселером, Джоном Джонсом и другими коллегами, Рамсею удалось детально разобрать спектр NH2.
Рамсей также использовал оригинальную систему флеш-фотолиза - «миллисекундный аппарат» – для фундаментального изучения радикалов HCO, а также нестабильных, но долгоживущих радикалов вида CS. Вторая система – «микросекундное устройство», которое было создано в середине 1950-х, более быстрое, но менее чувствительное в фотолизе, использовалось для более быстрого обнаружения радикала PH2, а также оксидов галогенов ClO, BrO и IO. В конце 1950-х эти системы были заменены большими аппаратами с более длительным поглощением клеток и более яркими, но по-прежнему быстрыми, флеш-лампами, созданными вместе с Джоном Джонсом. Они эксплуатировались еще многие годы многочисленными исследователями, помимо самого Рамсея.

### Другие эксперименты со свободными радикалами
Рамсей пробовал и другие методы для получения спектров свободных радикалов, хотя они не были настолько успешными, как флеш-фотолиз. В 1953 году он получил спектры NH2 и CN, их можно было наблюдать в расходной трубке при постоянном обличении разрядами ртутной лампы с аммиаком и цианидом. Спектры соответствовали результатам полученным в прошлых опытах. Пару лет спустя, он сотрудничал с Л. Нельсоном из Телефонной Лаборатории Белла. Они использовали сапфировые флэш-лампы для флэш-фотолиза. Эксперимент получился хорошо: были получены хорошие спектры CN радикалов. Но возник неожиданный побочный эффект! Высокое напряжение применительно к сапфировым лампам внутри ячейки иногда производило разряд в сам газ, и это давало спектры нескольких свободных радикалов. Спектры радикалов ранее изучались в электрических разрядах, но никогда не имели такой короткий срок импульсов (около 20 микросекунд). Эта работа представляла собой открытие техники разрядной вспышки, которая, впоследствии, стала новым эффективным инструментом для исследования свободных радикалов.
Был еще один подход для получения спектров свободных радикалов, который пробовали в 1959 году Рамсей со своим талантливым студентом Эдвардом А. Бэлликом. Они использовали графитовую трубчатую печь (Кинг 1908; Зееман 1954) и спектрометр с инфракрасной решеткой высокого разрешения (Дуглас и Шарма 1953), сделанных ранее в НИС. Идея состояла в том, чтобы молекулы предшественники были отделены от пиролиза в высокотемпературных печах, а радикальные фрагменты затем обнаруживались в излучении ИК спектров. Но Бэллик и Рамсей обнаружили широкий спектр, даже при эвакуации печи, и это оказалась новая система ИК излучений молекулы C2. Детальный анализ этого спектра вызвал большие споры по поводу идентификации электронных оболочек C2. С помощью таких возмущений, наблюдаемых в спектре, было определенно показано, что синглет не является альтернативным триплетным состоянием. Результат повлек за собой много открытий, как в астрофизики, так и в термохимии углеродных соединений.

### Создание лаборатории
Неустановленные события привели к разладу Рамсея и его коллег, и в июле 1961 года он получил новую группу для изучения спектров больших молекул, это дало ему значительную степень автономности в рамках научно-исследовательской программы в Отделе теоретической физики. Идея была в том, чтобы сосредоточиться на молекулах с шестью или более атомов, хотя на самом деле гораздо больше работы уделялось его «прошлым» молекулам, таких как NH2. Наем Вернера Гетца, в качестве технического ассистента, оказало сильное положительное влияние на исследование в новой группе Рамсея. Гетцу, особенно, понравилась задача построения новых экспериментальных приборов, и его нисколько не пугали технические трудности. Они впервые построили универсальный спектрограф, который сочетал в себе вогнутую решетку для широкополосных съемок вместе с решеткой для детальной работы с высоким разрешением. К марту 1963 группа переехала в новую лабораторию в подвале НИС в Сассекскую лабораторию кинетики, где продолжались работы на спектрографе. В середине 1960-х новый 7.3 метровый вакуумный спектрограф вместе с газовой ячейкой длиной 33 метра и диаметром 40 см был сконструирован Эбертом. Оснащенная зеркалами многократного отражения эта ячейка могла поглощать частицы с пробегом более 2 км. Первые молекулы, которые должны быть изучены для определения самого низкого триплетного состояния были молекулы пиридина, но результаты были не окончательными из-за побочных эффектов загрязняющих ячейку. Более успешными были эксперименты Лутца и Рамсея с использованием больших путевых давлений продуктов метана (до 13.2 ка-атм). Результаты подтвердили, что молекула отвечает за пояса Койпера при 750 нм, которые впервые наблюдались в спектре планеты Уран. 33-х метровая ячейка имела определенные недостатки, помимо проблемы с загрязнением. Из-за своего большого объема и массивной конструкции было трудно изучать дорогие молекулы (такие как редкие изотопы), в результате низкого давление пара, необходимо было нагревать ячейку при температуре выше комнатной. Поэтому Гетц создал вторую ячейку с меньшим диаметром (15 см) и, немного, короче в длине (30,3 м). Новая ячейка была изготовлена из нержавеющей стали и нагревалась пропусканием высоких токов от низковольтного трансформатора непосредственно через трубу. Её меньший объем (около одной восьмой 33 метровой клетки) был использован для изучения слабого электрического дипольного обертона спектра HD, однократно дейтерированный изотоп молекулярного водорода помогал определить изотопные отношения дейтерия для внешних планет. В течение следующих лет, две длинные клетки использовали для исследования видимого спектра обертонов водяного пара и комплексным работам по молекулам кислорода.
Новые ячейки поглощения были созданы Гетцем и Рамсеем для изучения эффектов электрических и магнитных полей на молекулярные спектры. Ячейка Старка для работы с электрическими полями была сделана в форме дюралюминиевого электрода объемом 193155 см3 и электродным расстоянием 3 см. Предыдущие ученые изучали эффекты Старка в электронных спектрах поглощения с использованием меньших электродных расстояний (менее 1 мм). Ячейки в НИС имели преимущество, которое позволяло пройти большему количеству света за счет более низкого электрического поля до электрического пробоя в образце газа. Чтобы решить эту проблему образец был дополняли буферным газом с более высокой диэлектрической прочностью, как правило, SF6, который не поглощал в интересующей области. Интерес в изучении эффекта Старка в молекулярных спектрах появился у Рамсея во время его сотрудничества с А. Дэвидом Букингемским (ЧКО 1975). Вместе они продемонстрировали использование Модуляции Старка для измерения дипольного момента формальдегида в его низшем триплете возбужденного состояния, и  Джоном М. Брауном (ЧКО 2003) исследовали эффект Керра в молекулярных спектрах.
Устройство Зеемана для работ с электромагнитным полем было длиной 1 м и состояло из 16 модулей с катушками с внутренними и внешними диаметрами от 6 до 40 см соответственно. К счастью в НИС был установлен большой 220-вольтовый генератор постоянного тока, и он использовался для обеспечения токов до 300 А, давая магнитные поля до 5 кГц (и, конечно, рассеивая силы порядка 50 кВт в катушках с водяным охлаждением). Использовали различные магнитные эффекты, в том числе эффекты магнитного вращения, магнитного кругового двупреломления и магнитного кругового дихроизма. Потому что нормальные синглетные электронные состояния не заметны в магнитных полях, поэтому внимание в этой работе было обращено на синглет-триплетные взаимодействия. Позже, оказалось возможным использовать обычные электромагниты, чтобы обеспечить поперечное поле, необходимое для некоторых работ Рамсея с Вольфгангом Хунтером по СВЧ-оптическому двойному резонансу. В 1982 году Вернера Гетца переманили на работу в другой институт НИС, где он участвовал в строительстве высокоэнергетических лазерных систем
Фрайзер У. Брисс – теоретический химик из Университета Альберты, стал ценным сотрудником лаборатории в середине 1960-х. Рамсей провел обширные исследования стабильной молекулы глиоксаля, C2H2O2, и программы Брисса стали неотъемлемым аспектом этой работы. В конечном счете, некоторые из этих программ были опубликованы  незадолго до преждевременной смерти Брисса в 1987 году.

### Лазерная спектроскопия
В начале 1960-х годов с появлением лазеров произошла революция в области молекулярной спектроскопии. Первая статья Рамсея о лазере появилась в 1970 году в результате сотрудничества с Вольфганом Хольцером, проходившем постдокторниат в химическом отделе НИС. Используя Раман-спектрометрию в лаборатории Гарольда Берштейна, они измерили спектры флуоресценции инициированного в глиоксале. Новая система выявила лазерно-индуцированный спектр флуоресценции (ЛИФ)  с цис- изомером глиоксаля. Это был первая экспериментальная идентификация цис-глиоксаля. Вскоре его собственная лаборатория была оборудована аргоновым лазером, а затем импульсным и непрерывным лазером. Работы над глиоксалем были продлены, и начались новые работы с ЛИФ аммиака (Кролл 1975). Но большинство исследований Рамсея, по-прежнему основывались на традиционных методах, по крайней мере, до середины 1980-х. 
Рамсей долгое время был заинтересован в получении электронного спектра формальдегида в ближней ультрафиолетовой области. Серия статей о тиоформальдегиде были опубликованы в сотрудничестве с разными коллегами, в том числе с Д. Дж. Клутером, Дж. К. Петерсеном и В. Хунттном. Рамсей был заинтригован возмущением возбужденных электронных состояний, вызванных высокими уровнями основного состояния, что могло проявляться в технике СВЧ оптического двойного резонанса, часто при наличие внешнего магнитного поля. Рамсей пришел к выводу, что подобное взаимодействие может ограничить точность определения молекулярных состояний для молекул в возбужденных молекулярных состояниях. Оригинальные неопубликованные попытки Рамсея использовать данную технику (в то время без лазера) датировались еще 1962 годом. Но окончательный успех в 1980-х годах показал его настойчивость и дальновидность.
По случаю 70-летия Герцберга в 1974 году для НИС был создан Герцбергский Институт астрофизики, в который были включены группы спектроскопистов вместе с группами оптической и радиоастрономии, космической физики и планетарных наук. Для Рамсея и других спектроскопистов этот переход остался без особого внимания, потому что они остались в той же лаборатории в том же здании. В 1978 году, новый сотрудник НИС, Майкл Вервлеот, присоединился к группе Рамсея. Вместе они создали новый спектрометр с преобразованием Фурье, который должен был стать очень продуктивным. Данный вид спектроскопии использовали со времен Майкельсона для работ с узким диапазоном частот. Тем не менее, это только стало практическим инструментом лаборатории при наличии быстрых мини-ЭВМ и затем микро-ЭВМ в 1970-х и 1980-х. В 1979 году небольшая канадская  компания «Бомем» разработала первый коммерчески доступный ФТ спектрометр высокого разрешения, и один из них стали успешно использовать в исследованиях Джона Джонса в НИС для среднего ИК и дальнего ИК поглощения диапазонов.
После выхода на пенсию и преждевременной смерти Алекса Дугласа в 1981 году НИС спектроскопии воссоединилось под руководством Рамсея. В июле 1987 года, после 40 лет, Дон официально вышел в отставку и Джон Джонс стал лидером группы. Но выход на пенсию не сильно изменил научную деятельность Рамсея. Как доброволец, а затем заслуженный ученый, он продолжал работать, почти, каждый день, публикуя статьи и участвуя в конференциях.

### Поддержка научного сообщества
Дон Рамсей был одним из основателей Международного симпозиума по свободным радикалам. Первое заседание проводилось под эгидой Химического Института Канады в 1956 году в Квебеке. С тех пор симпозиумы проводились с интервалом около двух лет, привлекая около 100 участников по всему миру. Дон служил в качестве председателя Международного комитета с 1973 по 1981 годы. Пятьдесят лет спустя, в августе 2007, Дон полетел из Оттавы, чтобы принять участие в 29-симпозиуме. Это было за два месяца до его смерти.
Некоторые ключевые исследователи НИС сыграли важную роль в первые годы после Второй Мировой Войны в создании отделов наук в двух местных университетах: Университет Оттавы и Карлтон университет.

## Семья, личное и интересы
Во время своих ранних лет в Оттаве Дон и Нэнси были благословлены с приходом четырех дочерей: Ширли, Венди, Кэтрин и Линдой. Семью часто посещали научные коллеги Дона в их доме на проспекте Дрейка. Дети проводили свои каникулы на берегу моря в Англии, так же как Дон и Нэнси в их детстве. После поисков семья нашли хорошую дачу на реке Оттава, примерно в 120 милях вверх по течению к северо-западу от Оттавы. Вся семья отправилась туда впервые в 1958 году, а затем Ненси с дочерьми отправлялась туда каждый год на восемь недель. За это время Дон размещал в пустых комнатах своего дома малообеспеченных ученых. В выходные он часто привозил своих гостей на дачу, где было достаточно времени, чтобы обсудить научные вопросы. 
Музыка играла центральную роль в жизни Дона. Среди первых предметов, которые Дон и Нэнси купили по прибытии в Оттаву, было пианино. Они вместе играли дуэты и приглашали друзей на вечера хоровой и инструментальной музыки.
Дон очень любил путешествовать с Нэнси в более поздние годы.  Они покорили более 60 различных стран.
Дон был добрый, внимательный и сострадательный человек. Эти качества особенно проявились в течение последних лет жизни Нэнси. Позже в 2000 году он женился на Марджори Крейвен Бурс, а затем получил степень доктора в МакГилловском университете.
Дон и его семья были сильно опечалены, когда его вторая дочь Венди скончалась от рака молочной железы в октябре 2005 года. И для семьи был неожиданный шок, когда он сам скончался во сне дома от сердечной недостаточности 25 октября 2007 года.

## Ученые степени
1943 Бакалавр
1947 Магистр, Кандидат наук
1976 Доктор наук

## Почести и награда
1964 Член Американского Физического Общества
1966 Член Королевского Общества Канады
1969 Доктор Парижского Университета Франции
1970 Член Химического Института Канады
1977 Серебряная медаль Королевы Елизаветы II
1978 Член Королевского Общества
1982 Юбилейная медаль Королевского общества; Доктор философии Стокгольмского Университета Швеции
1992 Памятная Медаль 125-ти летия конфедерации Канады
1993 Премия Александра фон Гомбельта Старшего
1997 Член Ордена Канады
2001 Почетный сотрудник Национального Научного Совета Канады